# Rundata
La base de dades unificada nòrdica d'inscripcions rúniques (en suec: Samnordisk runtextdatabas) és un projecte que començà l'1 de gener de 1993 a la Universitat de Uppsala, Suècia. L'objectiu del projecte és catalogar totes les inscripcions rúniques d'una manera que es puguen llegir per les màquines per a la seua recerca futura. L'actual edició, publicada el 3 de desembre de 2008, conté unes 6.500 inscripcions emmagatzemades en la base de dades.
Aquesta base de dades és d'accés lliure per internet amb un programa anomenat Rundata, que està disponible per als sistemes operatius Windows, Mac i Linux.

## Format de les entrades
Cada entrada de la base de dades consta del text rúnic originari, el tipus de format que té, la seua localització, la traducció a l'anglés i suec, a més d'informació sobre la pedra, etc.
Les pedres s'identifiquen amb un codi que consta de tres parts:
- La primera part en descriu el lloc d'origen. Per a les inscripcions de Suècia, consisteix en un codi per a la província, i per als altres estats es posa un codi (no ISO 3166).

Codis de províncies sueques:
- Bo - Bohuslän
- D - Dalecarlia
- G - Gotlandia
- Gs - Gästrikland
- Hs - Hälsingland
- J - Jämtland
- Lp - Lappland
- M - Medelpad
- Nä - Nerike
- Sm - Småland
- Sö - Södermanland
- O - Uppland
- Vg - Västergötland
- Vr - Värmland
- Vs -Västmanland
- Ög - Östergötland
- Öl - Öland

Codis d'estats:
- BR - Illes Britàniques
- DR - Dinamarca
- FR - Illes Fèroe
- GR - Groenlàndia
- ANAR - Irlanda
- IS - Islàndia
- N - Noruega

- La segona part del codi conté un número de sèrie, corresponent al de l'antic mètode de catalogació d'inscripcions rúniques.
- La tercera part del codi consta de caràcters que indiquen l'època (protonòrdica, època vikinga o edat mitjana) i si la inscripció s'ha perdut o s'ha tornat a traduir.

- # - inscripció perduda, després substituït per †.
- $ - nova traducció recent.
- M - inscripció de l'edat mitjana posterior a l'any 1100.
- O - inscripció en protonòrdic: anterior a l'any 800.
- V - inscripció de l'època vikinga (entre el 800 i 1100). Generalment s'omet. Així, si la inscripció tampoc porta M o O, aleshores s'assumeix que és d'època vikinga, la més freqüent.

Per exemple: U 88 significa que la pedra és d'Uppland, que es catalogà en el lloc 88é i que és d'època vikinga. Aquest sistema té l'origen en l'obra Sveriges runinskrifter ('Inscripcions rúniques de Suècia').

## Datació de les inscripcions en Rundata
La majoria de les pedres són d'època vikinga, però és un període massa ampli i variat. Per a algunes inscripcions daneses Jacobsen & Moltke donen un subperíode més exacte. Aquests períodes són:
- Helnæs-Gørlev, anterior al 800 (o 750-900).
- För-Jelling (pre-Jelling), al voltant del 900.
- Jelling, del s. X fins a l'XI.
- Efter-Jelling (post-Jelling), entre 1000–1050.
- Kristen efter-Jelling (cristià, post-Jelling), 1a meitat de s. XI.

Moltes inscripcions en Rundata també inclouen un subperíode, anomenat Stilgruppering, que es refereix a les èpoques segons l'estil d'ornamentació de la pedra, com proposà Gräslund. Aquests períodes segons els estils de les pedres rúniques són:
- RAK - entre 990-1010.
- FP - entre 1010-1050.
- Pr1 - entre 1010-1040.
- Pr2 - entre 1020-1050.
- Pr3 - entre 1050 i una generació després (generació Framåt).
- Pr4 - entre 1060-1100.
- Pr5 - entre 1100-1130.

## Obres de referència originals
Els números de catalogació es refereixen a obres de referència de publicacions d'historiadors. Algunes de les més importants són:
- Gräslund, A-S. «Runstenar – om ornamentik och datering». TOR, 23, 1991, pàg. 113–140.
- Gräslund, A-S. «Runstenar – om ornamentik och datering II». TOR, 24, 1992, pàg. 177–201.
- Jacobsen, Lis; Erik Moltke. Danmarks runeindskrifter.  Copenhagen: Ejnar Munksgaards Forlag, 1941-42.
- Sveriges runinskrifter, diversos volums.
- Més informació bibliogràfica disponible dins del programa client de Rundata prement F4.[1][